# 런닝맨: 리벤져스
《런닝맨: 리벤져스》은 2023년에 개봉한 대한민국의 애니메이션 영화로, 《런닝맨》의 두 번째 극장판이다.

## 줄거리
“슈퍼벨트를 가진 자, 이 세상을 다스릴 절대 왕이 되리라!” 진정한 용기와 팀워크로 세상의 평화를 지켜낸 런닝맨! 히어로TV의 BJ팡팡이 축하 인터뷰를 위해 찾아와 전설로만 내려오던 일급 비밀 정보를 알려주는데…! 바로 이 세상의 절대 왕이 될 수 있는 무시무시한 아이템 ‘슈퍼벨트’가 존재한다는 것! 런닝맨들은 각자의 목표를 위해 레이싱을 펼치지만, 의심과 욕심은 이들의 끈끈한 우정에 금이 가게 만드는데… 과연 런닝맨들은 다시 한 번 힘을 합쳐 세상을 구할 수 있을까?

## 출연진 (성우)

### 주연
- 김서영 - 리우 역
- 엄상현 - 롱키 역
- 권창욱 - 쿠가 역
- 김연우 - 미요 역
- 강시현 - 포포 역
- 전태열 - 팔라 역
- 이인석 - 맥스[1] 역
- 정유정[2][3] - 팡팡[4] 역
- 미상 - 레마 역[5]

## 참고 사항
- 원래대로라면 2020년에 후반 작업을 마치고 2021년에 개봉할 예정이였으나 2년이 지난 2023년에 개봉하게 되었다.